# Сонні Кларк
Со́нні Кларк (англ. Sonny Clark), справжнє ім'я Ко́нрад Ї́тіс Кларк (англ. Conrad Yeatis Clark; 21 липня 1931, Герміні, Пенсільванія — 13 січня 1963, Нью-Йорк) — американський джазовий піаніст.

## Біографія
Народився в 21 липня 1931 року в Герміні, штат Пенсільванія. У віці 4 років почав вчитися грати на фортепіано, потім грав на контрабасі і віброфоні. 
У 1951 році переїхав до Каліфорнії разом зі своїм братом, який також грав на фортепіано. Працював з Ворделлом Греєм, потім, деякий час, із Відо Муссо, Оскаром Петтіфордом у Сан-Франциско. Оселився в Лос-Анджелесі, записувався з Тедді Чарльзом-Ворделлом Греєм (1953), працював з квартетом Бадді ДеФранко (1953—56), їздив на гастролі в Європу (1954).
У середині 1960-х також грав і записувався із Сонні Кріссом, Френком Росоліно, гуртом Говарда Рамсі The Lighthouse All-Stars. У 1957 році переїхав у Нью-Йорк, де акомпанував Діні Вашингтон (1957—1962), працював з Сонні Роллінсом, Джонні Гріффіном, Чарльзом Мінгусом; очолював тріо зі Семом Джонсом, Артуром Тейлором. 
Наприкінці 1962 року госпіталізований до лікарні з інфекцією ноги, був виписаний на початку січня 1963 року, однак помер через декілька днів, 13 січня у віці 31 року від серцевого нападу.
Був одним з найкращих представників школи Бада Пауелла.

## Дискографія
- Oakland, 1955 (Uptown, 1955)
- Dial "S" for Sonny (Blue Note, 1957)
- Sonny's Crib (Blue Note, 1957)
- Sonny Clark Trio (Blue Note, 1957)
- Sonny Clark Quintets (Blue Note, 1957)
- Cool Struttin' (Blue Note, 1958)
- The Art of the Trio (Blue Note, 1958)
- Blues in the Night (Blue Note, 1958)
- My Conception (Blue Note, 1959)
- Sonny Clark Trio (Time/Bainbridge, 1960)
- Leapin' and Lopin' (Blue Note, 1961)